# Art Tatum
Arthur Tatum Jr, ou Art Tatum (Toledo, Ohio, 13 de outubro de 1910 - Los Angeles, Califórnia, 5 de novembro de 1956) foi um pianista de jazz.
Quase totalmente cego, desenvolveu uma personalidade introvertida que contrastou com a exuberância de sua técnica e criatividade.

## Biografia
Teve alguma instrução musical formal na Toledo School of Music. Atuou como pianista solo acompanhando grandes nomes do jazz (anos 30 e 50). Nos anos 40, formou um trio com o contrabaixista Slam Stewart e com o guitarrista Tiny Grimes, mais tarde substituído por Everett Barksdale.
Seu estilo é muito peculiar, extremamente virtuoso e criativo, baseado em infinitas variações sobre standards.
Tatum completou um ciclo de pianistas que, juntamente com Fats Waller e Earl Hines, buscaram afastar o piano jazzístico do stride e do ragtime.
Sua música exerceu grande influência sobre músicos como Bud Powell, Herbie Hancock, Oscar Peterson, Charlie Parker, John Coltrane e muitos outros.
Morreu em 5 de novembro de 1956, em Los Angeles, Califórnia.

## Discografia selecionada
- 1934 Art Tatum 1932-34
- 1949 The Tatum Touch (ao vivo)
- 1951 Lasting Impressions Giant of Jazz
- 1953 The Genius of Art Tatum, Vol. 1-8
- 1953 The Tatum Solo Masterpieces, Vol. 1
- 1954 The Tatum Group Masterpieces, Vol. 1